# رخشان اجویت
رخشان اجویت (انگلیسی: Rahşan Ecevit; زاده ۱۷ دسامبر ۱۹۲۳ – درگذشته ۱۷ ژانویهٔ ۲۰۲۰) سیاستمدار، نقاش و نویسنده اهل ترکیه بود.
رخشان اجویت در ۱۷ ژانویه ۲۰۲۰، در سن ۹۶ سالگی درگذشت.